# Lentilumnus
Lentilumnus is een geslacht van kreeftachtigen uit de klasse van de Malacostraca (hogere kreeftachtigen).

## Soort
- Lentilumnus latimanus (Gordon, 1934)
- Lentilumnus spinidentatus (Garth & Kim, 1983)